# Deolinda Lopes Vieira
Deolinda Lopes Vieira (* 8. Juli 1888 in Santiago Maior, Beja; † 6. Juni 1993 in São Mamede, Lissabon) war eine portugiesische Grundschullehrerin, feministische und anarchosyndikalistische Aktivistin. Sie war Absolventin der Escola Normal Primária de Lisboa, der in der letzten Hälfte des 19. und im ersten Viertel des 20. Jahrhunderts wichtigsten Einrichtung in Portugal für die Ausbildung von Grundschullehrern, Lehrerin an der Escola-Oficina n.º 1, einer Lissabonner Bildungseinrichtung mit anarchistischem und libertärem Einfluss, und tätig im öffentlichen Schulwesen, wo sie sich der Grundschulbildung und der frühkindlichen Erziehung widmete.

## Leben
Lopes Vieira wurde geboren als Tochter von Maria Claudina Lopes, einem unverheirateten Dienstmädchen aus Boliqueime, Loulé, und José Gonçalves Vieira, einem Handelsreisenden, der sie erst 1894 als seine Tochter anerkannte. Nach dem Besuch der Grundschule in ihrer Heimatstadt zog sie im Alter von 12 Jahren mit ihrer Familie nach Lissabon, wo sie an der Escola Normal Primária de Lisboa, einer damals fortschrittlichen, von einem starken pädagogischen und sozialen Reformwillen geprägten Institution, eine Ausbildung zur Grundschullehrerin absolvierte.
Schon in der Zeit vor der Ersten Republik engagierte sie sich für verschiedene politische und bürgerrechtliche Anliegen, indem sie sich dem republikanischen Lager anschloss und aktives Mitglied der Partido Republicano Português wurde, Sie wandte sich dem Feminismus und dem Anarchosyndikalismus zu, beteiligte sich am Akademiker-Streik von 1907 gegen die Regierung von João Franco und fand in der Lektüre der Werke von Autoren wie Leo Tolstoi, Piotr Kropotkin, Élisée Reclus, Sébastien Faure und Jean Grave die Grundlage für ihre politischen und sozialen Einstellungen.
Im Jahr 1910 mit dem Beginn der Republik begann sie als Lehrerin an der Escola-Oficina N.º 1 in Graça, Lissabon, zu arbeiten. In dieser Zeit gelingt es ihr trotz ihrer bescheidenen Herkunft schnell, sich in die intellektuellen Kreise Portugals und insbesondere bei denen, die den Ideologien der extremen Linken, der Anarchie und des Freidenkertums am nächsten stehen, zu integrieren. Sie nimmt am Segundo Congresso do Pensamento livre am 17. Oktober 1910 teil, wo sie als Moderatorin für die Abendsitzung fungiert. Bei dieser Gelegenheit lernt sie ihren zukünftigen Ehemann António Pinto Quartin kennen, einen brasilianischen Intellektuellen und Aktivisten portugiesischer Herkunft, der den Anarchismus und kulturelle und journalistische Projekte wie O Protesto – Guerra Social (1908–1909), Amanhã (1909), an dem Lopes Vieira mitwirkte, oder Terra Livre (1913) förderte.
1913 reiste sie nach Brasilien aus und begleitete ihren zukünftigen Ehemann, der wegen seines anarchistischen Engagements aus Portugal ausgewiesen worden war. Sie blieb dort bis 1915, als die Familie die Erlaubnis erhielt, nach Portugal zurückzukehren.
Nach ihrer Rückkehr aus Brasilien nahm sie ihre Arbeit an der Escola-Oficina N.º 1 wieder auf, unterrichtete aber auch an einigen republikanischen Wanderschulen, eine Tätigkeit, die sie bis zur Schließung dieser Schulen im Jahr 1930 im Vorfeld der Diktatur fortsetzte. Gleichzeitig beteiligte sie sich an den pädagogischen Experimenten, die im Rahmen der libertären und pädagogischen Erneuerungsbewegung um Adolfo Lima zur Reform der Kindererziehung durchgeführt wurden. Sie kehrte dazu an die Escola Normal Primária de Lisboa zurück und spezialisierte sich dort 1919 unter der Ägide von Adolfo Lima auf die frühkindliche Erziehung. Von da an arbeitete sie abwechselnd an der Escola-Oficina und in der staatlichen Vorschulerziehung, die gerade im Rahmen der Bildungsreformen der Ersten Portugiesischen Republik geschaffen worden war.
Lopes Vieira beteiligte sich an republikanisch inspirierten feministischen sozialen Bewegungen wie dem 1914 gegründeten Conselho Nacional das Mulheres Portuguesas und an freimaurerischen Projekten, insbesondere an der Gründung des portugiesischen Zweigs der Le Droit Humain, die Männer und Frauen gleichberechtigt aufnahm, und war 1923 in Lissabon dessen Mitgründerin. Sie führte den freimaurerischen Namen „Maria Amália Vaz de Carvalho“.
Lopes Vieira war eine der Pionierinnen des Feminismus in Portugal. Sie gehörte zum Organisationskomitee des ersten Congresso Feminista e de Educação, der im Mai 1924 in Lissabon stattfand. Auf diesem Kongress stellte sie eine pädagogisch-soziale Arbeit mit dem Titel Educação de anormais vor, die sich mit Fragen des Unterrichts für behinderte Kinder befasste. Obwohl die Republik bereits durch die Diktatur abgelöst worden war, veranstaltete der Conselho Nacional das Mulheres Portuguesas mit Lopes Vieira im Organisationskomitee im Juni 1928 noch einen zweiten Kongress, auf dem Lopes Vieira eine Arbeit über die „Einheitsschule“ vorstellte, um die Koedukation zu verteidigen, damals ein hochsensibles und aktuelles Thema, denn im Juni 1927 hatte die Diktatur im Dekret 13791 das Koedukationssystem in den meisten Grundschulen abgeschafft.
Lopes Vieira war aktives Mitglied der Liga de Acção Educativa und wurde 1928 in deren Kommission für Erziehung und Kinderschutz gewählt. Sie war aktives Mitglied der Lehrergewerkschaft und des portugiesischen Lehrerverbandes Associação dos Professores de Portugal.
Mit dem Putsch vom 28. Mai 1926 wurde ihre Arbeit schrittweise eingeschränkt, zunächst mit der Abschaffung der Wanderschulen und dann mit dem Ende der Vorschulerziehung im Jahr 1932. Danach wurde sie an eine staatliche Grundschule versetzt, wo sie bis zu ihrer Pensionierung im Jahr 1940 blieb.
Lopes Vieira heiratete António Pinto Quartin am 24. Juni 1936 in Lissabon. Zu dem Zeitpunkt hatte das Paar bereits drei gemeinsame Kinder: Orquídea Vieira Quartin, Hélio Vieira Quartin (1916–2003) und die Schauspielerin Glicínia Quartin (1924–2006). Sie starb in 1993 in São Mamede, Lissabon.